# Lindy Cochran
Pour les articles homonymes, voir Lindy et Cochran.
Linda Lorraine „Lindy“ Cochran  , née le 10 juillet 1953 à Richmond (Vermont), est une skieuse alpine américaine. Elle est la sœur des skieuses alpines américaines Barbara Ann Cochran et de Marilyn Cochran et du skieur alpin américain Bob Cochran. Elle est aussi la tante du skieur alpin américain James Cochran.

## Résultats sportifs

### Coupe du monde
- Résultat au classement général : 20e en 1974. : 39e en 1975. : 20e en 1976.

### Championnats du monde de ski alpin
- Saint Moritz 1974 slalom: 14e.

### Jeux olympiques d'hiver
- Innsbruck 1976 slalom géant: 12e. slalom: 6e.